# الخور (مترو دبي)
محطة الخور (بالإنجليزية: Creek station)‏ وتُعرّف أيضًا باسم محطة خور دبي؛ هي محطة نقل سريع على الخط الأخضر لشبكة مترو دبي التي تخدم دبي في الإمارات العربية المتحدة.
في 24 نوفمبر 2023، وافق الشيخ محمد بن راشد آل مكتوم على مشروع الخط الأزرق للمترو، وسيتم تمديد الخط من الخور إلى المدينة الأكاديمية عبر فستيفال سيتي، وخور دبي هاربور، ورأس الخور، والمدينة العالمية، وواحة دبي للسيليكون.